# 아름다운 결혼
아름다운 결혼(A Good Marriage, Le Beau Mariage)은 프랑스에서 제작된 에릭 로메르 감독의 1982년 코미디, 드라마, 멜로/로맨스 영화이다. 베아트리스 로망 등이 주연으로 출연하였고 마가렛 메네고즈 등이 제작에 참여하였다.

## 출연

### 주연
- 베아트리스 로망
- 앙드레 뒤솔리에
- 페오도르 아킨

### 조연
- 아리엘 돔바슬
- 소피 르누아르